# Le Bannissement
Pour plus de détails, voir Fiche technique et Distribution.
Le Bannissement (en russe : Изгнание, Izgnanie) est un film russe d'Andreï Zviaguintsev sorti en 2008.

## Synopsis
Un homme, sa femme et leurs deux enfants quittent une ville industrielle pour s'installer à la campagne. La femme apprend à son mari qu'elle est enceinte, mais que l'enfant n'est pas le sien. 

## Fiche technique
- Titre original : Изгнание (Izgnanie)
- Titre français : Le Bannissement
- Genre : Drame
- Langue : Russe
- Réalisation : Andreï Zviaguintsev
- Scénario : Artiom Melkoumian, Oleg Negin et Andreï Zviaguintsev d'après l'œuvre de William Saroyan : Matière à rire
- Producteurs : Dmitri Lesnevski et Anthony Rey
- Année de production : 2007
- Directeur de la photographie : Mikhaïl Kritchman
- Musique de Andreï Dergatchev et Arvo Pärt (Für Alina)
- Montage : Anna Mass
- Chef décorateur : Andreï Ponkratov
- Créatrice de costumes : Anna Bartuli
- Ingénieur du son : Andreï Dergachev
- Durée : 150 minutes (2h30)
- Dates de sortie : 
  -  France : 6 février 2008

## Distribution
- Konstantin Lavronenko : Alex
- Maria Bonnevie : Vera
- Alexander Baluyev : Mark
- Maxime Shibaev : Kir
- Cathérine Kulkina : Eva
- Dmitri Ulyanov : Robert
- Alexeï Vertkove : Max
- Vitali Kichtchenko : Herman

## Récompenses
- Prix d'interprétation masculine lors du Festival de Cannes 2008 pour Konstantin Lavronenko.